# Траугот, Валерий Георгиевич
Вале́рий Гео́ргиевич Трауго́т (23 июня 1936, Ленинград — 5 октября 2009, Санкт-Петербург) — советский и российский художник,  книжный график, заслуженный художник Российской Федерации, участник творческого содружества Г. А. В. Траугот (с отцом Георгием и братом Александром). Член Союза художников России (с 1965 года), председатель бюро секции графики Союза художников Санкт-Петербурга.

## Биография
Валерий Траугот родился в Ленинграде в семье художников Георгия Николаевича Траугота (1903—1961) и Веры Яновой (1908—2004). Изначально фамилия его отца писалась как «Трауготт», но он изменил её написание в конце 1920-х годов.
С 1941 года, на протяжении всей Великой Отечественной войны, вместе с другими детьми — В. Г. Петровым, Г. А. и О. А. Почтенными, В. В. Прошкиным, К. И. Суворовой, О. А. Скрыпко, был в эвакуации в селе Емуртла Упоровского района Тюменской области. Первым его учителем стал сопровождавший детей, раненый на Ленинградском фронте, скульптор Г. А. Шульц.
В 1945 году Валерий Траугот вместе с упомянутыми детьми ленинградских художников возвращается в Ленинград. С юности дружеские узы связывали В. Г. Траугота со скульптором О. А. Скрыпко, архитектором Е. П. Линцбахом, художником-фотографом Ф. Ф. Беренштамом, скульптором М. В. Войцеховским и очень многими другими — художниками, учёными, поэтами, артистами, музыкантами, издателями.
В 1948 году поступил учиться в СХШ при Академии художеств. Закончил СХШ в 1955 году. Позднее, в начале 2000-х гг. написал воспоминания о времени своей учёбы в СХШ.
Своим основным учителем В. Г. Траугот всегда считал отца — Георгия Николаевича Траугота, отмечая, что в детские годы его художественным обучением занимался также друг отца, художник В. В. Стерлигов.
С 1955 года продолжил учёбу в Москве, в Суриковском институте (на отделении скульптуры).
В 1957 году перевёлся в Ленинградское высшее художественно-промышленное училище им. В. И. Мухиной, где учился на монументальном отделении у В. И. Ингала, закончил его в (1960).
Начал участвовать в общих выставках в 1955 году.
Первая персональная выставка «Тигры и кошки» прошла в Ленинграде в 1959 году — в квартире В. В. Стерлигова на Большом проспекте Петроградской стороны, д. № 98.
Первая книга, проиллюстрированная братьями Траугот под руководством ихнего отца с общей подписью «Г. А. В. Траугот», вышла в 1956 году.
В 1950-х начал вместе с братом работать в скульптуре малых форм. Вместе с А. Г. Трауготом им сделано несколько работ в фарфоре, выпущенных значительным тиражом в кооперативной артели «Прогресс» (Ленинградская область); первая модель — фарфоровая статуэтка «Клоун с собачкой» (роспись в двух вариантах — клоун в зелёном и чёрном костюме). По моделям А. и В. Трауготов производились тиражные фарфоровые фигурки, изображающие сказочных персонажей: «Чиполлино», «Папа Карло и Буратино» и «Мальвина с Артемоном». При создании этих произведений скульптурную часть работы, в большей степени выполнял Александр Георгиевич Траугот, роспись делал Валерий Георгиевич Траугот. С начала 1960-х гг. сотрудничал с ЛФЗ им М. В. Ломоносова.
Работал, преимущественно, в книжной и станковой графике. Обращался также к круглой скульптуре, создавал живописные произведения.
В 1965 году вступил в ЛОСХ. С 1987 по 2009 год, до конца жизни, возглавлял бюро секции графики Союза художников, состоял в его правлении. Участник многочисленных выставок.
С 1985-го по 1993 год — главный художник издательства «Детская литература». С 2002 года возглавлял издательство «Царское село».
В 2005 году получил звание Заслуженного художника РФ.
В 2009 году написал воспоминания о художниках, с которыми дружил в течение жизни.
Скончался 5 октября 2009 года, похоронен на Серафимовском кладбище, рядом с отцом и матерью.
Жена — актриса Алла Андреева, сын — актёр Георгий Траугот (1965—2010), внучка — Александра.

## Г. А. В. Траугот
Валерий Георгиевич начал работу в области детской книжной иллюстрации в 1956 году совместно с отцом и братом — под псевдонимом Г. А. В. Траугот.

## Награды и выставки
На всероссийских конкурсах братья Трауготы получили более 30 дипломов, из которых 14 — первой степени (в том числе награждены дипломами Комитетов по печати СССР и РФ за иллюстрации к сказкам Х. К. Андерсена).
Художники регулярно участвуют в выставках книг и иллюстраций в России, Германии, Италии, Чехии, Словакии, Польше, Японии, Франции.
Работы братьев А. и В. Трауготов находятся в музеях Москвы (в том числе в Третьяковской галерее), Санкт-Петербурга, Твери, Архангельска, Петрозаводска, Вологды, Иркутска, Красноярска, Рязани, Калининграда; за рубежом: в музее Андерсена в Одессе, в Японии, Германии, Чехии и др., а также во многих частных коллекциях в Европе, США, Израиле.